# Minggiran
Minggiran is een bestuurslaag in het regentschap Kediri van de provincie Oost-Java, Indonesië. Minggiran telt 3161 inwoners (volkstelling 2010).